# Spencer Smith (musiker)
Spencer Smith (født 2. september 1987 i Denver, Colorado) er en amerikansk trommeslager og percussionist, der var medstifter af rockbandet Panic! at the disco (P!ATD).
Smith forlod formelt bandet i 2015, efter at have holdt pause siden 2013 i forbindelse med sin kamp med et alkohol- og medicinmisbrug.